# المصفاة الباكستانية العربية
شركة باك عرب للتكرير المحدودة (باركو) (بالأردوية: (مشارکتِ پاک عرب پالائش گاہ (المحدود)))‏ هي شركة باكستانية مشتركة للنفط والغاز تعمل في مجال تكرير ونقل وتسويق المنتجات البترولية.  وهو مشروع مشترك بين حكومتي باكستان وأبو ظبي .    بنسبة ملكية 60% حكومة باكستان و 40% حكومة أبوظبي التابعة لدولة الإمارات العربية المتحدة

## المنتجات النهائية للمصفاة
- الوقود ومواد التشحيم بالتجزئة
- ديزل عالي السرعة [5]
- ديزل خفيف السرعة
- غاز البترول المسال (LPG)
- وقود الطائرات
- النفط الفرن [الإنجليزية]
- زيت الكيروسين

## أنظر أيضا
- قائمة مصافي النفط
- مصفاة باكستان المحدودة
- مصفاة أتوك المحدودة
- المصفاة الوطنية المحدودة
- بيكو